# Cinnamomum austroyunnanense
Cinnamomum austroyunnanense är en lagerväxtart som beskrevs av Hsi Wen Li. Cinnamomum austroyunnanense ingår i släktet Cinnamomum och familjen lagerväxter. Inga underarter finns listade i Catalogue of Life.